# Howard Kanovitz
Howard Kanovitz (ur. 9 lutego 1929 w Fall River, zm. 2 lutego 2009 w Nowym Jorku) – amerykański malarz, pionier malarstwa fotorealistycznego.

## Życiorys
W latach 1945–1951 studiował w Rhode Island School of Design w Providence, a następnie historię sztuki na Uniwersytecie Nowojorskim. W Nowym Jorku został uczniem i asystentem Franza Kline’a. Początkowo, pod wpływem Kline’a, preferował ekspresjonizm abstrakcyjny, jednak w 1963, zachowując malarski styl, zaczął eksperymentować z fotograficznym figuratywizmem (The Dance, 1965), zwracając się ostatecznie ku fotorealizmowi.
Pod koniec lat 60. zaczął wykonywać wycinanki (cut-outs) z namalowanych uprzednio obrazów trompe l’oeil, tworząc z nich trójwymiarowe prace wolnostojące, przybierające kształty przedstawianych obiektów (Cleo’s View, 1968; Mazola and Ronzoni, 1969). Ironicznie traktowane malarstwo iluzoryczne (trompe l’oeil) i wizualne zainteresowanie codziennym życiem wskazują na pewne pokrewieństwo z pop-artem.
W latach 1971–1974 Kanovitz mieszkał i pracował w Kolonii, a następnie w Londynie.
Jego prace są eksponowane na całym świecie, m.in.: w nowojorskich Whitney Museum of American Art i Metropolitan Museum of Art, londyńskim Tate Britain, Museum Ludwig w Kolonii i wiedeńskim Museum Moderner Kunst.

## Twórczość
Najbardziej charakterystycznym dla twórczości Kanovitza jest obraz The Opening (1967, akryl na płótnie, 2,12 × 4,26 m) przedstawiający wernisaż z udziałem wybitnych przedstawicieli nowojorskiego rynku sztuki – malarzy, krytyków, kuratorów – doskonale rozpoznawalnych przez gości zwiedzających galerię, w której dzieło był wystawiane. Obraz jest kolażem stworzonym z wyciętych postaci namalowanych na podstawie zdjęć zrobionych podczas rzeczywistych wernisaży i umieszczonych na monochromatycznym tle. Dodatkowo – jako prace towarzyszące – Kanovitz stworzył osobne płótna pojedynczych osób, patrzących na obraz The Opening, czym wygenerował pytanie o relację między patrzeniem a byciem oglądanym.
Oprócz malarstwa akrylowego tworzył też suchymi pigmentami – pastelem, węglem, grafitem. Za ich pomocą stworzył wiele fotorealistycznych martwych natur o charakterze kolażowym, które łączą osobiste doświadczenia artysty z refleksją na temat współczesnej kultury amerykańskiej.